# Debbie Black
Debbie Black (* 29. Juli 1966 in Philadelphia, Pennsylvania) ist eine ehemalige US-amerikanische Basketballspielerin. 

## Karriere
Vor ihrer professionellen Karriere in der WNBA spielte Black von 1984 bis 1988 College-Basketball für die Saint Joseph’s University. Beim WNBA Draft 1999 wurde sie in der 2. Runde an 15. Stelle von den Utah Starzz ausgewählt, für die sie eine Saison lang spielte. Danach stand sie von 2000 bis 2002 bei Miami Sol und von 2003 bis 2004 bei Connecticut Sun unter Vertrag.
Sie kam auf der Position des Point Guard zum Einsatz und wurde 2001 mit dem WNBA Defensive Player of the Year Award ausgezeichnet. 